# تعلم ممتد باتساع الحياة
تعلم ممتد باتساع الحياة هو مفهوم تعليمي يقر بأن التعلم يحدث في مناسبات ومراحل متعددة خلال حياة المتعلم: في المدرسة، والمنزل، والعمل، إلخ. ودائمًا ما تتم مقارنة هذا المفهوم مع مفهوم التعلم مدى الحياة، حيث يختلف عنه في أنه لا يشير فقط إلى استمرار عملية التعلم مدى الحياة، بل إنه يدل على أن التعلم يحدث في كل موقف في حياة الإنسان. ظهر مصطلح التعلم الممتد باتساع الحياة بمفهومه الحديث للمرة الأولى في تقرير أعدته الوكالة الوطنية السويدية للتعليم، وقالت فيه:

"يشير مصطلح التعلم الممتد باتساع الحياة إلى ما يتعلمه الفرد خلال فترة حياته بأكملها. فالمعرفة تتغير وتتقادم بسرعة شديدة، ولذا ينبغي على الفرد أن يجدد من معرفته وكفاءته دائمًا من خلال التعلم المستمر. ولا يمكن أن يقتصر التعليم على الوقت الذي يقضيه المتعلم في المدرسة، بل يجب أن يحظى الفرد بفرصة حقيقية للتعلم على مدار حياته. إن التعلم الممتد باتساع الحياة لا يمثل أية مشكلة على الإطلاق، فالأهم هو أن يتعلم الفرد خلال كل مراحل حياته. ويشير مفهوم الامتداد باتساع الحياة إلى حقيقة أن التعلم يحدث في بيئات ومواقف متعددة، ولا يقتصر على نظام التعليم الرسمي فقط. ويشمل مفهوم التعلم الممتد باتساع الحياة كل أنواع التعليم الرسمي، وغير الرسمي.
انتشرت الفكرة بسرعة في المجتمع السياسي، وأثرت على أفكار علماء الاقتصاد المهتمين بقياس القيمة في مجال التعلم مدى الحياة. وهناك عرض تقديمي بعنوان «قياس تأثير الاقتصاد الجديد على نواتج قطاع التعليم» يعود تاريخه إلى عام 2002 ومتاح على الموقع الإلكتروني لمكتب إحصائيات حكومة المملكة المتحدة، يشير إلى قياس التعلم الممتد باتساع الحياة.[بحاجة لمصدر] فقد استخدم ريتشارد ديسجاردينز فكرة التعلم الممتد باتساع الحياة في الإطار التصوري للتقييم الاقتصادي للتعلم مدى الحياة.
التعليم ليس في المدرسة فقط - فهو ممتد باتساع الحياة (أي يحدث في مناسبات ومواقف مختلفة، مثل العمل، والمنزل، وحتى في حياتنا الاجتماعية)، كما أنه مستمر مدى الحياة (أي من المهد إلى اللحد). وتؤثر تلك الأنواع المختلفة من التعليم على بعضها البعض، بالعديد من الطرق. ولكن تأثير كل هذه الأنواع من حيث نتائج التعلم يكون معقدًا في كل الحالات - سواء كان في النطاق السياسي والاجتماعي، أو الفردي والجمعي أو النقدي وغير النقدي. ومما يزيد من تعقيد الصورة تلك الفجوات الجوهرية في قاعدة المعلومات المتوفرة لدينا عن العديد من الموضوعات، ومنها:
-  الآثار التراكمية والتفاعلية للتعلم مدى الحياة وعلى اتساعها.
- الآثار المحتملة للتعليم غير الرسمي، والتدخلات المتأخرة في فترة البلوغ أو حتى الأنواع المختلفة للتعليم الرسمي.
- آثار المناهج الدراسية المختلفة (العامة والأكاديمية اولمهنية)، وآثار أنواع التعلم المختلفة في مراحل مختلفة.:10

ومؤخرًا، قدم موقع يوروبيان فورسايت تقريرًا بعنوان «مستقبل التعليم: الاستعداد للتغيير»، وقد أدرج ذلك التقرير مفهوم التعلم الممتد باتساع الحياة ضمن نموذج التعليم الرئيسي.

ومن أمثلة تطبيقات التعلم الممتد باتساع الحياة نظام التعليم الابتدائي والثانوي في هونغ كونغ ومركز سري للتميز في التدريب المهني والتعليم (SCEPTrE) في جامعة سري.
تم تأسيس مجتمع التعلم الممتد باتساع الحياة لتشجيع ودعم التعليم والتعلم والتنمية الشخصية مدى الحياة.

## كتابات أخرى
- Barnett، R. (2011). "Lifewide education: a new and transformative concept for higher education.". في Jackson، N. J. (المحرر). Learning for a Complex World: A lifewide concept of learning, education and personal development. Authorhouse. ISBN:978-1-4567-9370-8.
- Desjardins، R. (2004). Learning for Well Being. Studies in Comparative and International Education. Stockholm: Institute of International Education. ISBN:978-91-7265-792-2.
- Jackson، N.J. (2011). "The lifelong and lifewide dimensions of living, learning and developing". في Jackson، N. J. (المحرر). Learning for a Complex World: A lifewide concept of learning, education and personal development. Authorhouse. ISBN:978-1-4567-9370-8.